# TV 바이 더 넘버스
TV 바이 더 넘버스(영어: TV by the Numbers)는 미국의 텔레비전 시청률 수집 및 분석 웹사이트였다. 2007년에 로버트 세이드먼과 밀 고먼이 함께 만들었고, 2020년까지 운영되었다. 트리뷴 미디어 서비스(Tribune Media Services)의 웹 사이트 Zap2it의 한 부분이다.

## 같이 보기
- 닐슨 레이팅스